# Kirill Klimov
Kirill Valer'evič Klimov (in russo Кирилл Валерьевич Климов?; Orël, 30 gennaio 2001) è un calciatore russo, attaccante del Feirense.

## Carriera
Cresciuto nella Dinamo Mosca e nella Lokomotiv Mosca, dal 2019 al 2020 gioca nei settori giovanili di Cercle Bruges e Monaco per poi fare ritorno in patria al Rubin; debutta fra i professionisti il 4 novembre in occasione del match di Kubok Rossii perso 1-0 contro lo SKA-Chabarovsk.

## Statistiche
Statistiche aggiornate al 26 febbraio 2021.

### Presenze e reti nei club
| Stagione        | Squadra         | Campionato      | Campionato | Campionato | Coppe nazionali | Coppe nazionali | Coppe nazionali | Coppe continentali | Coppe continentali | Coppe continentali | Altre coppe | Altre coppe | Altre coppe | Totale | Totale | Totale |
| Stagione        | Squadra         | Comp            | Pres       | Reti       | Comp            | Pres            | Reti            | Comp               | Pres               | Reti               | Comp        | Pres        | Reti        | Pres   | Reti   |        |
| --------------- | --------------- | --------------- | ---------- | ---------- | --------------- | --------------- | --------------- | ------------------ | ------------------ | ------------------ | ----------- | ----------- | ----------- | ------ | ------ | ------ |
| 2020-gen. 2021  | Rubin           | PL              | 3          | 0          | CR              | 1               | 0               |                    | -                  | -                  |             | -           | -           | 4      | 0      |        |
| gen.-giu. 2021  | Tambov          | PL              | 1          | 0          | CR              | 1               | 0               |                    | -                  | -                  |             | -           | -           | 2      | 0      |        |
| Totale carriera | Totale carriera | Totale carriera | 4          | 0          |                 | 2               | 0               |                    | -                  | -                  |             | -           | -           | 6      | 0      |        |